# آی‌آپس

دستیابی تصادفی و ترتیبی

آی‌آپس (به انگلیسی: IOPS) Input/Output Operation per Second)) یکی از سنجش‌های عملکرد متداول می‌باشد که برای ارزیابی وسایل ذخیره‌سازی کامپیوتر مانند هارد دیسک‌ها (HDD)، درایوهای حالت جامد (SSD) و شبکه‌های ذخیره‌سازی محلی (SAN) به کار می‌رود. اعداد آی‌آپس که به وسیلهٔ سازندگان وسایل ذخیره‌سازی برای محصولاتشان منتشر می‌شود، دقیقاً همان عملکرد را در هنگام کار واقعی (خارج از محیط آزمایشگاهی) را تضمین نمی‌کند. آی‌آپس می‌تواند به وسیلهٔ نرم‌افزارهایی مانند lometer، IOzone یا FIO سنجیده و محاسبه شود.
متداول‌ترین مشخصه‌های اندازه‌گیری عملکرد، عملیات‌های «ترتیبی» و «تصادفی» هستند. عملیات ترتیبی (Sequential) به دست یابی به موقعیت‌های مشخص در وسیله ذخیره‌سازی به صورت پیوسته و مرتب و اغلب با حجم بالای انتقال داده‌ها (برای مثال ۱۲۸ کیلوبایت) اشاره دارد. عملیات تصادفی (Random) نیز به دست یابی به موقعیت‌های مورد نظر در وسیله ذخیره‌سازی به صورت غیر ترتیبی و تصادفی و اغلب با حجم پایین انتقال اطلاعات (برای مثال ۴ کیلوبایت) اشاره دارد. چند شاخص معمول عملکرد عبارتند از:
- Total IOPS: تعداد کل عملیات‌های ورودی-خروجی در یک ثانیه.
- Random Read IOPS: تعداد میانگین عملیات‌های خواندن ورودی-خروجی تصادفی در یک ثانیه.
- Random Write IOPS: تعداد میانگین عملیات‌های نوشتن ورودی-خروجی تصادفی در یک ثانیه.
- Sequential Read IOPS: تعداد میانگین عملیات‌های خواندن ورودی-خروجی ترتیبی در یک ثانیه.
- Sequential Write IOPS: تعداد میانگین عملیات‌های نوشتن ورودی-خروجی ترتیبی در یک ثانیه.